# Naturlig konvektion
Naturlig konvektion är en mekanism, eller typ av värmetransport, där rörelse i en fluid (vätska eller gas) inte skapas av någon yttre påverkan såsom en pump, fläkt, sugapparat etc. Utan endast av skillnad i densitet i vätskan som i sin tur har sin orsak i temperaturgradienter (temperaturskillnad inom mediet).